# Armstrong Whitworth Ape
Dimensions
L'Armstrong Whitworth Ape est un avion expérimental biplace britannique de l'entre-deux-guerres.
Laboratoire aérodynamique répondant à une demande du Royal Aeronautical Establishment de Farnborough, souhaitant disposer d’un appareil « modifiable à l’infini » pour étudier divers problèmes aérodynamiques. Cet appareil possédait un fuselage composé d’une poutre métallique entoilée pouvant être allongé ou raccourci dans un plage de 3 m en fonction des besoins, et pouvait recevoir différents empennages ou voilures en bis entoilée. Si la voilure était obligatoirement biplane, l’incidence, le dièdre ou le décalage des plans pouvait varier. Tracté par un moteur Armstrong Siddeley Lynx III de 180 ch, le premier prototype [J7753, c/n 144] prit l’air le 5 janvier 1926. Cet appareil était nettement sous-motorisé pour permettre une utilisation cohérente, et les deux derniers exemplaires (J7754/J7755, c/n 145/146) furent équipés d’un Bristol Jupiter, mais aussi d’équipements supplémentaires dont le poids compensait pratiquement l’accroissement de puissance. La carrière de cet avion se termina après le crash d’un exemplaire à Farnborough en 1929. 